# Besa
A besa (határozatlan alakjában besë) a hagyományos albán jogszokásokban a közösségre vagy a közösség egy-egy tagjára kényszerítő erővel ható erkölcsi parancs, az adott szó szentsége, amelynek betartása, a besa által védett személyek, helyek és dolgok oltalma elsőrendű becsületbeli kérdés. Megszegése a hagyományos albán népi felfogásban elfogadhatatlan, a legrosszabb dolgok egyike, ami egy emberrel vagy egy közösséggel megtörténhet. Nem pusztán erkölcsi kérdés, hanem az évszázadokon át hagyományozódott íratlan törvények, a kanunok egyik legfontosabb jogszokásintézménye. Főként az észak-albániai törzsi közösségekben tartotta magát elevenen a 20. században is, de napjainkban is az albán identitás egyik fontos eleme. Erkölcsi erejének nevezetes és gyakran idézett illusztrációja Sami Frashëri 1874-ben Besâ yâhut âhde vefâ (’Besa, avagy a fogadalom megtartása’) címen írt színdarabja, amelyben a szerző némiképp melodramatikus eszközökkel ábrázolja, ahogy az albán apa inkább saját kezével öli meg gyermekét, semmint hogy megszegje a besát.
A szó eredete a be/beja (’eskü’) szóra vezethető vissza, tulajdonképpen annak határozott birtokos esetragozása, így például a njeri i besë (szó szerint ’az eskü embere’) jelentése ’szavatartó ember’.

## A népi jogszokásokban
Az albánság életét évszázadokon át meghatározó, szóban hagyományozódott kanunoknak (törvénykönyveknek) több táji változata alakult ki. Ezek közül a legismertebb a mai Észak-Albánia és Koszovó területén elterjedt Lekë Dukagjini-féle kánon, valamint ettől délre, a Dibra, Mat és Kruja vidékén ismert Szkander bég-féle törvénykönyv. Mindkettő története a 15. századig vezethető vissza, anyagukat csak a 20. század első felében gyűjtötte össze Shtjefën Gjeçovi, illetve Le Jubani.
Ezek közel egyezően foglalják össze a besa intézményét, amely lehet állandó is, de jellemzően ideiglenes. Az állandó besára példa két szomszédos közösség egyezsége arra nézvést, hogy a közös legelő és az oda vezető utak besa alatt álltak, más szóval az ott tartózkodókat bántódás nem érhette, a vérbosszúban állók vagy az egymással nemzedékek óta hadakozó faluközösségek sem emelhettek kezet egymásra a besa alatt álló területeken. A vérbosszú szempontjából állandó besa alatt álltak az asszonyok és a papok, azaz rájuk semmilyen körülmények között nem lehetett kezet emelni, ahogy a nő vagy gyermek társaságában tartózkodó férfi is besa alatt állt. A jellemző azonban az volt, hogy valaki (személy vagy közösség) kérte a besát, a kért fél pedig köteles volt megadni. A besát csak jó okkal, súlyos indokkal kérték, indokolatlan besáért folyamodni a becsületen esett foltnak számított. Kérhettek és adhattak besát egy bizonyos időtartamra is, amikor a közösség tagjainak minden ellenségeskedést, így a családok és törzsek közötti vérbosszú parancsát is fel kellett függeszteniük. Erre leginkább sorsdöntő, a közösség összefogását megkívánó pillanatokban került sor, de gyakran a hetipiac is besa alatt állt. Általánosan előfordult, hogy amennyiben gyilkosság történt egy közösségben, huszonnégy órás besát hirdettek, hogy a tettes büntetlenül részt vehessen áldozata temetésén és halotti torán (amit egyébként el is vártak tőle mindkét oldalon), majd megszervezhesse saját életének védelmét, esetleg elmenekülhessen. Az áldozat nemzetségének hírnöke szintén a besa oltalma alatt állt, amikor a gyilkos nemzetségét meglátogatva kihirdette a vérbosszút: a küldetés alatt nem eshetett bántódása.
Az albán jogszokások fontos eleme a vendégbarátság, amelynek parancsai több ponton érintkeztek a besáéival. Akár meghívott vendégről, akár az ajtón bezörgető ismeretlenről legyen szó, vendégsége idejére kimondatlanul is házigazdája besája, oltalma alatt állt. Ha a vendéget bármi bántódás érte ez idő alatt – ami lehetett egyszerűen a megsértése, de anyagi megkárosítása és testi épségének veszélyeztetése, netán meggyilkolása –, az a házigazda becsületén esett folt, és köteles volt vérrel megbosszulni vendége sérelmét, máskülönben a nemzetség kiközösítette, de végső soron elüldözhette vagy meg is ölhette őt, helyreállítandó a faluközösség becsületét. A hagyományos albán törzsi társadalmakban ugyan bármely sérelmet el lehetett simítani megegyezéssel is (szintén a kanun rendelkezéseivel összhangban), az egyedüli kivétel a vendégbarátság besája alatt álló személy megtámadása vagy halála volt: ebben az esetben a vérbosszú volt az elégtétel egyetlen módja. A vendégbarátság besája annyira erős volt, hogy az albán legnagyobb ellenségét is köteles volt megvendégelni, ha arra került a sor, még ha vérbosszúban is álltak egymással. Teljes odaadással kényelmét kereste és oltalmazta őt is egészen addig, míg házában vagy falujában tartózkodott. Előfordult, hogy az így vendégül látott ellenséget valaki más megölte, ilyenkor a házigazda köteles volt megbosszulni halálos ellensége halálát, hogy saját becsületét helyreállítsa, és ezt a közösség is elvárta tőle.
A második világháború után hatalomra került Albán Kommunista Párt vezetői a múlt csökevényének tartott egyéb jogszokásokkal együtt harcot hirdettek a besa ellen is. Az 1991-es rendszerváltozás után azonban, ha némileg visszafogottabb formában is, de a hagyományos társadalmi intézmények, a vérbosszú és a besa is visszatértek a mindennapokba. Mirditában például vérbosszúban álló családfők a nehéz gazdasági kilátásokkal sújtott 1990-es években besát kértek ellenségeiktől a munkakeresés vagy a mezőgazdasági szezonnyitó munkák idejére.

## A politikai életben
A besa több ízben fontos szerepet játszott Albánia történelmében is. A függetlenségi küzdelmek idején az 1899-ben megalapított Pejai Liga vezetői általános besát hirdettek az albánság egész területére, hogy belső konfliktusaikat félretéve az albánok a közös ügyért egymással vállvetve harcoljanak. A szervezet alternatív elnevezése is Besa-Besë (kb. ’besa a besáért’) volt, ahogy Besa-Besën (kb. ’besa besát’) néven 1907-ben az amerikai albánok is alapítottak egy hazafias szervezetet. Az első világháborúban széthullott Albánia közjogi alapjait újrateremtő 1920. januári lushnjai kongresszusra csak azt követően kerülhetett sor, hogy az albánság vezetői besát hirdettek rá, elkerülendő az egymással vérbosszúban állók közötti vérontást. A köztársaság 1925-ös kikiáltását követően a köztársasági elnök Amet Zogu évente egyszer vagy kétszer elvárta a nagyobb nemzetségek és törzsek vezetőit Tiranába, ahol azok megerősítették, hogy a köztársaság és az államhatalom továbbra is besájuk oltalma alatt áll. Zogu királlyá koronázását követően, 1928. december 1-jén, hogy elejét vegye a vérbosszúnak, általános besát hirdetett országában. Miután 1939 áprilisában Olaszország lerohanta Albániát, a helyi sajátságokat jól ismerő megszállók és albán kiszolgálóik nem elégedtek meg a köztisztviselők, tanárok és mások felesketésével, hanem besát is kértek tőlük a Mussolinit és III. Viktor Emánuelt képviselő megszállókra, majd ezreket vetettek internálótáborokba, miután az albánok megtagadták a besa kiadását. 1942 szeptemberében az ellenálló csoportok vezetői ismét országos besát hirdettek, hogy erejüket egyesítve harcolhassanak a megszállók ellen. A második világháború éveiben a muszlim többségű albánok besát hirdettek a zsidókra, életük szent és oltalmazandó lett, így lehetett Albánia az egyetlen olyan európai ország, ahol a háború végére tizenegyszer annyi zsidó élt, mint 1939-ben, és az ország 1943-as német megszállása után sem került egyetlenegy zsidó sem a Gestapo kezére.
A 20. század első felében a besára való szimbolikus utalás több politikai szervezet és folyóirat nevében is felbukkant. A Ndoc Nikaj által 1913-ban alapított hazafias folyóirat címe Besa Shqyptare (kb. ’Az Albán Eskü’) lett. Amet Zogu elnöki uralmának (1925–1928) és uralkodásának idején (1928–1939) a korszak egyik magas szintű állami kitüntetése a Besa-rend, az 1925-ben indult, Zoguhoz lojális lap címe Besa volt. Az uralkodó körül az 1930-as évek első felében csoportosult radikálisan zogista, szűk politikai kört – vezéralakjai Abdurraman Krosi, Abdurraman Dibra, Musa Juka és Hiqmet Delvina voltak – szintén Besa-csoport vagy besisták (besaxhinj) néven ismerték. 1943-ban a koszovói Ymer Berisha alapított Nemzeti Besa (Besa Kombëtare) néven politikai szervezetet, amelynek fő célkitűzése a Nagy-Albániáért folytatott küzdelem volt.